# I. e. 4. évezred
| Évezredek i.e. | 10. | 9. | 8. | 7. | 6. | 5. | 4. | 3. | 2. | 1. | Időszámítás kezdete | 1. | 2. | 3. | 4. | 5. | 6. | 7. | 8. | 9. | 10. | Évezredek i.sz. |

## Események
- a mezopotámiai Ur városa i. e. 40. század
- Naqada kultúra a Nílus mentén i. e. 4000–3000.
- krétai civilizáció i. e. 38. század
- Botaji kultúra Közép-Ázsiában (i. e. 3700–3100)
- sumer civilizáció, városállamok i. e. 36. század
- a Szahara elsivatagosodásának kezdete i. e. 35. század
- az első városok Egyiptomban i. e. 35. század
- Egyiptom egyesülése, i. e. 3100.

## Híres személyek
- Ötzi, a jégember, élt kb. i. e. 3300.
- Ur-nina, Lagash első királya Mezopotámiában (i. e. 31. század)
- Ménész, Egyiptom első fáraója (i. e. 31. század)

## Találmányok, felfedezések
- A sumerok felépítik az első városokat Mezopotámiában.
- Az írás kialakulása Uruk és Susa városában, Mezopotámiában (ékírás). Hieroglifák Egyiptomban.
- A fazekaskorong használata a Közel-Keleten.
- A hajózás kezdete a Níluson.
- A ló háziasítása Közép-Ázsiában.